# Wojciech Kowalczyk
Ne doit pas être confondu avec Wojciech Kowalewski.
Wojciech Kowalczyk, né le 14 avril 1972 à Varsovie, est un footballeur international polonais.

## Palmarès
- Médaille d'argent aux Jeux olympiques de 1992 avec la Pologne.